# Compêndio do Catecismo da Igreja Católica
O Compêndio do Catecismo da Igreja Católica é um resumo do Catecismo da Igreja Católica, sob a forma de perguntas e respostas, publicado pela Igreja Católica em 2005, e que contém de forma resumida os principais elementos da doutrina e moral católicas.

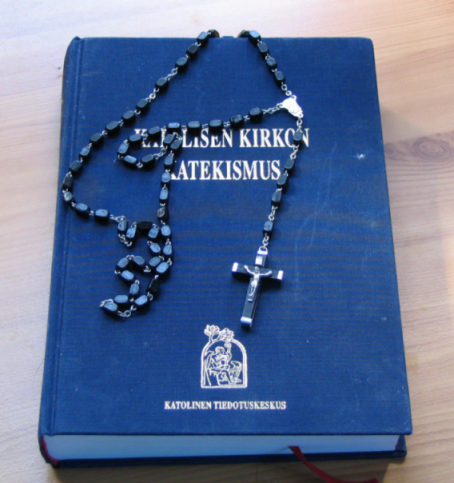
Imagem do livro do catecismo.

Destina-se a apresentar "de maneira concisa, todos os elementos essenciais e fundamentais da fé da Igreja, de forma a constituir uma espécie de «vademecum», que permita às pessoas, aos crentes e não crentes, abraçar, numa visão de conjunto, todo o panorama da fé católica". A sua publicação deu resposta à necessidade "de um Catecismo resumido, breve, que contivesse todos e somente os elementos essenciais e fundamentais da fé e da moral católica, formulados de uma maneira simples, acessível a todos, clara e sintética".
Foi elaborado por uma comissão presidida pelo Cardeal Joseph Ratzinger, prefeito da Congregação para a Doutrina da Fé, nomeada em Fevereiro de 2003 pelo Papa João Paulo II. Foi o mesmo Joseph Ratzinger, já como Papa Bento XVI, que aprovou e promulgou o Compêndio, através dum motu proprio publicado a 28 de Junho de 2005.
A estrutura deste compêndio é exactamente a mesma do Catecismo da Igreja Católica, sua fonte. Divide-se em quatro grandes partes:
1. A profissão da fé (doutrina), a partir do Credo
2. A celebração do mistério cristão (liturgia), a partir dos sacramentos
3. A vida em Cristo (moral), a partir do Decálogo
4. A oração cristã, a partir do Pai Nosso

Em apêndice, apresenta ainda algumas orações comuns e fórmulas de Doutrina católica.